# Cágado-pescoço-de-cobra
O cágado-pescoço-de-cobra também conhecida como tartaruga-cabeça-de-cobra-da-argentina (Hydromedusa tectifera) é uma espécie de tartaruga conhecida pelo seu longo pescoço, semelhante a uma cobra. A espécie tem comportamentos semelhantes a mata-mata (Chelus fimbriatus) e a Australiana Snake-necked do gênero Chelodina que consiste em caçar pequenos animais como peixes, sapos e pequenos anfíbios. É encontrada na Argentina, Uruguai, Paraguai, e sul e sudeste do Brasil. Não se conhece muito sobre a espécie, pois ela raramente sai da água, para respirar ela apenas coloca a ponta do nariz para fora, informações sobre período de produtividade, período de gestação entre outros, ainda é inconclusivo no meio científico. É considerado em alguns lugares do mundo como um animal exótico.

## Anatomia e morfologia

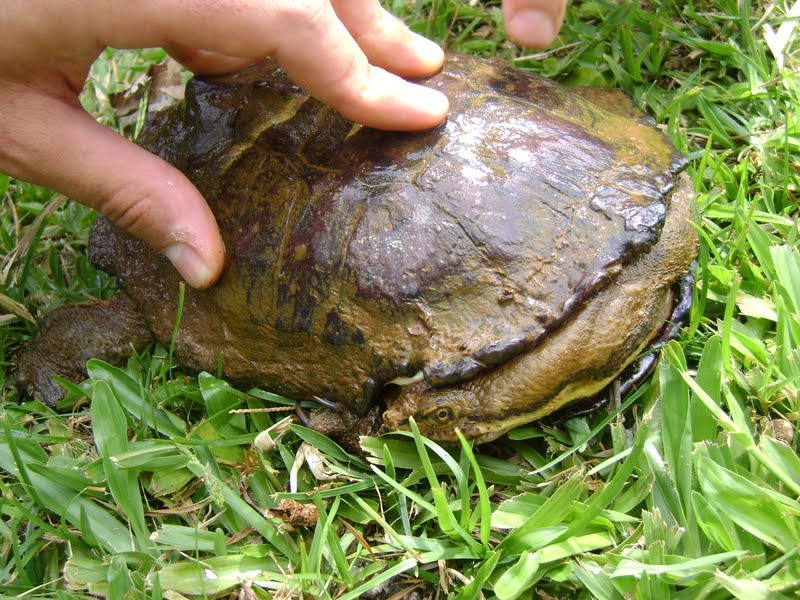
Espécie capturada por engano em um anzol de pesca.

A espécie pode atingir até 28 centímetros (11 polegadas) de tamanho. Sua carapaça é bastante rígida. Apesar de serem da mesma espécie, as espécies encontradas na Argentina são diferentes das do Brasil. Elas possuem distinções quanto à cor da carapaça e formato da cabeça. No Brasil, a carapaça é marrom escuro, sendo que as encontradas nos outros locais são pretas, com alguns detalhes em amarelo. Geralmente, a fêmea é mais larga que o macho e possuem rabos mais compridos.